# Горнє Планяне
Горнє Планяне (хорв. Gornje Planjane) — населений пункт у Хорватії, у Шибеницько-Книнській жупанії у складі громади Унешич.

## Населення
Населення за даними перепису 2011 року становило 166 осіб.
Динаміка чисельності населення поселення:

## Клімат
Середня річна температура становить 13,24 °C, середня максимальна – 28,62 °C, а середня мінімальна – -1,57 °C. Середня річна кількість опадів – 847 мм.
| Клімат поселення                              | Клімат поселення | Клімат поселення | Клімат поселення | Клімат поселення | Клімат поселення | Клімат поселення | Клімат поселення | Клімат поселення | Клімат поселення | Клімат поселення | Клімат поселення | Клімат поселення | Клімат поселення |
| Показник                                      | Січ.             | Лют.             | Бер.             | Квіт.            | Трав.            | Черв.            | Лип.             | Серп.            | Вер.             | Жовт.            | Лист.            | Груд.            |                  |
| Середній максимум, °C                         | 9,47             | 10,38            | 13,54            | 17,11            | 22,05            | 25,94            | 28,62            | 28,25            | 23,38            | 18,52            | 13,25            | 10,16            |                  |
| Середня температура, °C                       | 3,97             | 4,86             | 8,02             | 11,58            | 16,54            | 20,42            | 23,84            | 23,46            | 18,59            | 13,75            | 8,46             | 5,37             |                  |
| Середній мінімум, °C                          | −1,57            | −0,66            | 2,50             | 6,07             | 11,02            | 14,89            | 19,04            | 18,68            | 13,81            | 8,96             | 3,68             | 0,60             |                  |
| Норма опадів, мм                              | 72               | 63               | 69               | 74               | 60               | 59               | 37               | 51               | 78               | 89               | 106              | 89               |                  |
| Середньомісячна швидкість вітру, м/с          | 2.12             | 2.36             | 2.56             | 2.48             | 2.23             | 1.98             | 1.99             | 1.84             | 1.97             | 2.04             | 2.40             | 2.36             |                  |
| Середньомісячна сонячна радіація, кДж/м²·день | 5392             | 8141             | 11769            | 16288            | 20240            | 22749            | 24311            | 21349            | 15990            | 10349            | 5805             | 4597             |                  |
| --------------------------------------------- | ---------------- | ---------------- | ---------------- | ---------------- | ---------------- | ---------------- | ---------------- | ---------------- | ---------------- | ---------------- | ---------------- | ---------------- | ---------------- |
| Джерело:                                      |                  |                  |                  |                  |                  |                  |                  |                  |                  |                  |                  |                  |                  |